# Pożar w porcie w Hoboken

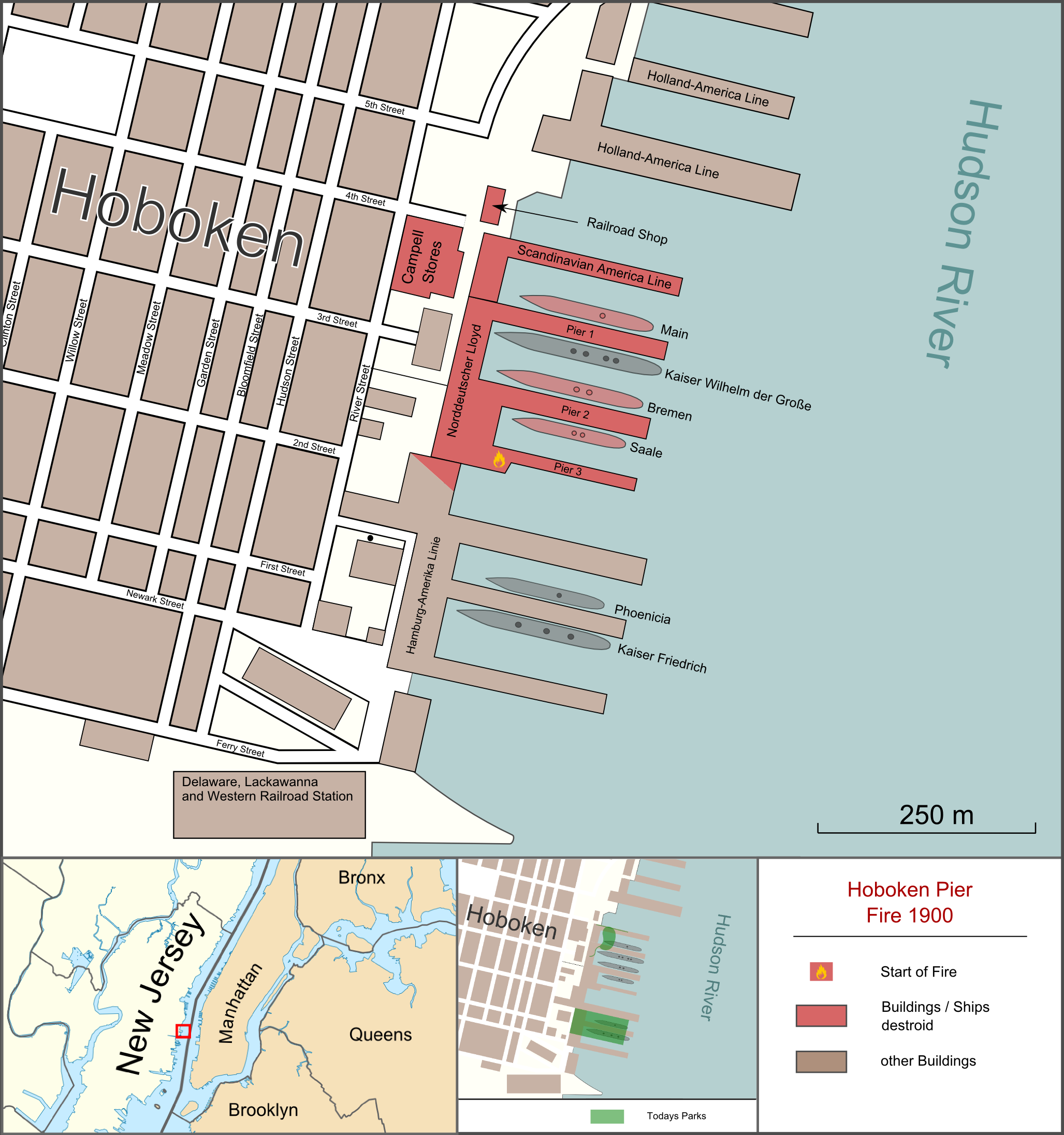

Pożar w porcie w Hoboken – pożar w Hoboken, który miał miejsce 30 czerwca 1900 roku.
Pożar w porcie w Hoboken wybuchł 30 czerwca 1900 roku ok. godz. 16:00. Powstał na skutek zaprószenia ognia wśród bel jedwabiu ustawionych przy drewnianym pomoście przystani należącej do niemieckiego przedsiębiorstwa żeglugowego Norddeutscher Lloyd. Ogień szybko objął pomost i przerzucił się na stojące przy nim cztery statki pasażerskie: „Bremen”, „Kaiser Wilhelm der Große”, „Main” i „Saale”. Przybyłym strażakom udało się stłumić płomienie jedynie na jednostce „Kaiser Wilhelm der Große”. Pozostałe statki doszczętnie spłonęły, a wraz z nimi 18 barek, galarów i motorówek. Żywioł spowodował śmierć 326 ludzi, a ok. 250 osób odniosło rany. Straty materialne oszacowano na ok. 10 milionów dolarów.